# Yerry Mina
Yerry Fernando Mina González (n. 23 septembrie 1994, Guachené⁠(d), Departamentul Cauca, Columbia) este un fotbalist profesionist columbian, care joacă ca fundaș central la echipa Fiorentina din Serie A și la Echipa națională de fotbal a Columbiei. El deține recordul pentru cele mai multe goluri marcate într-o singură Cupă Mondială, cu trei goluri la Campionatul Mondial de Fotbal 2018.
Acesta poartă numărul 24, număr care i-a aparținut lui Jérémy Mathieu până în sezonul trecut.
A fost transferat de la FC Barcelona la Everton FC pe 30 de milioane de euro, cu care are contract până în 2023.
A mai jucat la echipele Deportivo Pasto, unde și-a făcut junioratul, Santa Fe și Palmeiras, înainte de a ajunge la clubul catalan.

## Palmares

### Club

##### Santa Fe
- Copa Sudamericana: 2015
- Superliga Colombiana: 2015

##### Palmeiras
- Campeonato Brasileiro Série A: 2016

###### Barcelona
- La Liga: 2017–2018
- Copa del Rey: 2017-2018

### Individual
- Campeonato Brasileiro Série A Team of the Year: 2016
- Campeonato Paulista Team of the Year: 2017